# كلاي بينيت (خبير مالي)
كلاي بينيت (بالإنجليزية: Clayton Bennett)‏ هو خبير مالي أمريكي، ولد في 1959 في أوكلاهوما سيتي في الولايات المتحدة.

## وصلات خارجية
- الموقع الرسمي